# إيفان تارانوف
إيفان تارانوف (بالروسية: Таранов, Иван Николаевич)‏ (22 يونيو 1986 بتومسك في روسيا - ) هو لاعب كرة قدم روسي في مركزي قلب الدفاع والدفاع. شارك مع منتخب روسيا الثاني لكرة القدم. أما مع النوادي، فقد لعب مع نادي سيسكا موسكو ونادي كريليا سوفيتوف سامارا وFC Chernomorets Novorossiysk ‏.

## وصلات خارجية
- إيفان تارانوف على موقع الاتحاد الأوربي (الإنجليزية)
- إيفان تارانوف على موقع قاعدة بيانات كرة القدم.إي يو (الإنجليزية)
- إيفان تارانوف على موقع Soccerway.com (الإنجليزية)
- إيفان تارانوف على موقع عالم كرة القدم.نت (الإنجليزية)